# Зігфрід Вортманн
Зігфрід Вортманн (нім. Siegfried Wortmann; пізніше Вортман; 18 лютого 1907 — 21 грудня 1951) — австрійський футболіст, нападник. Грав в Австрії та Сполучених Штатах. Провів один матч і забив один гол у складі збірної Австрії в 1926 році.

## Клубна кар'єра
Вортманн розпочав свою кар'єру в молодіжному складі клубу «Хакоах» з Відня. В першій команді почав виступати в сезоні 1923—1924 років у віці шістнадцяти років. Але згодом знову повернувся до дублюючої команди і в сезоні 1924-25, коли «Хакоах» став чемпіоном Австрійської ліги, жодного матчу не зіграв. Вже з наступного чемпіонату став гравцем основи і незабаром отримав запрошення в збірну.
У 1926 році «Хакоах» здійснив тур по США. Вортманн був вражений високою зарплатнею футболістам у цій країні та відносно низьким рівнем антисемітизму порівняно з австрійською лігою. Зігфрід і кілька його товаришів ухвалили рішення перейти до Американської футбольної ліги. У 1927 році він підписав контракт з «Нью-Йорк Нешнлз». Виграв командою Національний кубок виклику 1928. Вортманн забив єдиний гол у першій грі фіналу проти «Бріклоєр», яка завершилася 1:1. У матчі-відповіді Вортманн знову забив гол, а «Нешнлз» перемогли з рахунком 3:0. У 1929 році перейшов до «Хакоах Ол-Старс». З «Хакоахом» також виграв Кубок виклику в 1929 і також забив один з голів у фіналі проти «Сент Луїс Медісон Кеннел» (2:0, 3:0). Основу американського «Хакоаха» складали гравці з Угорщини і Австрії, серед яких багато колишніх партнерів Вортманна з австрійського «Хакоаха».
Коли Американська ліга почала розпадатися в 1931 році, Вортманн повернувся до Австрії в «Хакоах». Зіграв у складі колишньої команди лише один матч і підписав контракт з «Вієнною». Виграв з командою титул чемпіона Австрійської ліги в 1933 році. Складав центральний кулак нападу з Йозефом Адельбрехтом і Густавом Тегелем. Брав участь у матчах Кубка Мітропи 1933 проти «Амброзіани-Інтер». Вдома «Вієнна» перемогла з рахунком 1:0 завдяки голу Вортманна, але у Мілані зазнала розгромної поразки з рахунком 0:4.
В 1933 році повернувся до Сполучених Штатів, цього разу назавжди. Приєднався до «Брукгеттена» з другої Американської футбольної ліги, де грав до 1936 року. Після виходу на пенсію володів магазином одягу в США.

## Національна збірна
18 вересня 1926 року Вортманн зіграв у складі національної збірної Австрії проти Чехословаччини (2:1). Перший гол за Австрію забив знаменитий Маттіас Сінделар, для якого це також був дебют у збірній, а Вортманн забив другий і переможний гол наприкінці матчу.

## Подальше життя
Вортманн, який був євреєм, пізніше працював продавцем одягу в Нью-Йорку. Він змінив написання свого імені на Вортман, коли подавав заяву на отримання громадянства в 1935 році. Одружився з Фрідою Рот в Австрії в 1933 році ще до переїзду в США. У них був син Аллан Шелдон (Померанс) Вортман, який народився в Нью-Йорку в 1938 році.
Помер на Мангеттені у віці лише 44 років.

## Титули і досягнення
- Чемпіон Австрії (1):

«Рапід» (Відень): 1932-1933
- Володар Національного кубка виклику США (2):

«Нью-Йорк Нешнлз»: 1928
«Хакоах Олл-Старз» (Нью-Йорк): 1929